# Einhausen (Hessen)
Einhausen ist eine Gemeinde im südhessischen Landkreis Bergstraße, etwa 15 Kilometer östlich von Worms.

## Geographie

### Geographische Lage
Einhausen liegt an der Bergstraße im Hessischen Ried und gehört zum klimatisch begünstigten nordöstlichen Oberrheingraben. Umgeben ist der von der Weschnitz durchflossene Ort von großen Wald- und landwirtschaftlichen Nutzflächen.

### Nachbargemeinden
Einhausen grenzt im Norden an die Gemeinde Groß-Rohrheim und die Stadt Gernsheim (Kreis Groß-Gerau), im Osten an die Städte Bensheim und Lorsch, im Süden an die Stadt Bürstadt sowie im Westen an die Gemeinde Biblis.

### Gemeindegliederung
Einhausen besteht offiziell nur aus einem Ortsteil, die historisch entstandene Unterscheidung zwischen Groß-Hausen (nördlich der Weschnitz) und Klein-Hausen (südlich der Weschnitz) findet sich allerdings auch heute noch im Sprachgebrauch. Das Gemeindegebiet Einhausen ist katastermäßig in die Gemarkungen Groß-Hausen und Klein-Hausen unterteilt.

## Geschichte

### Von den Anfängen bis zur Vereinigung zu Einhausen

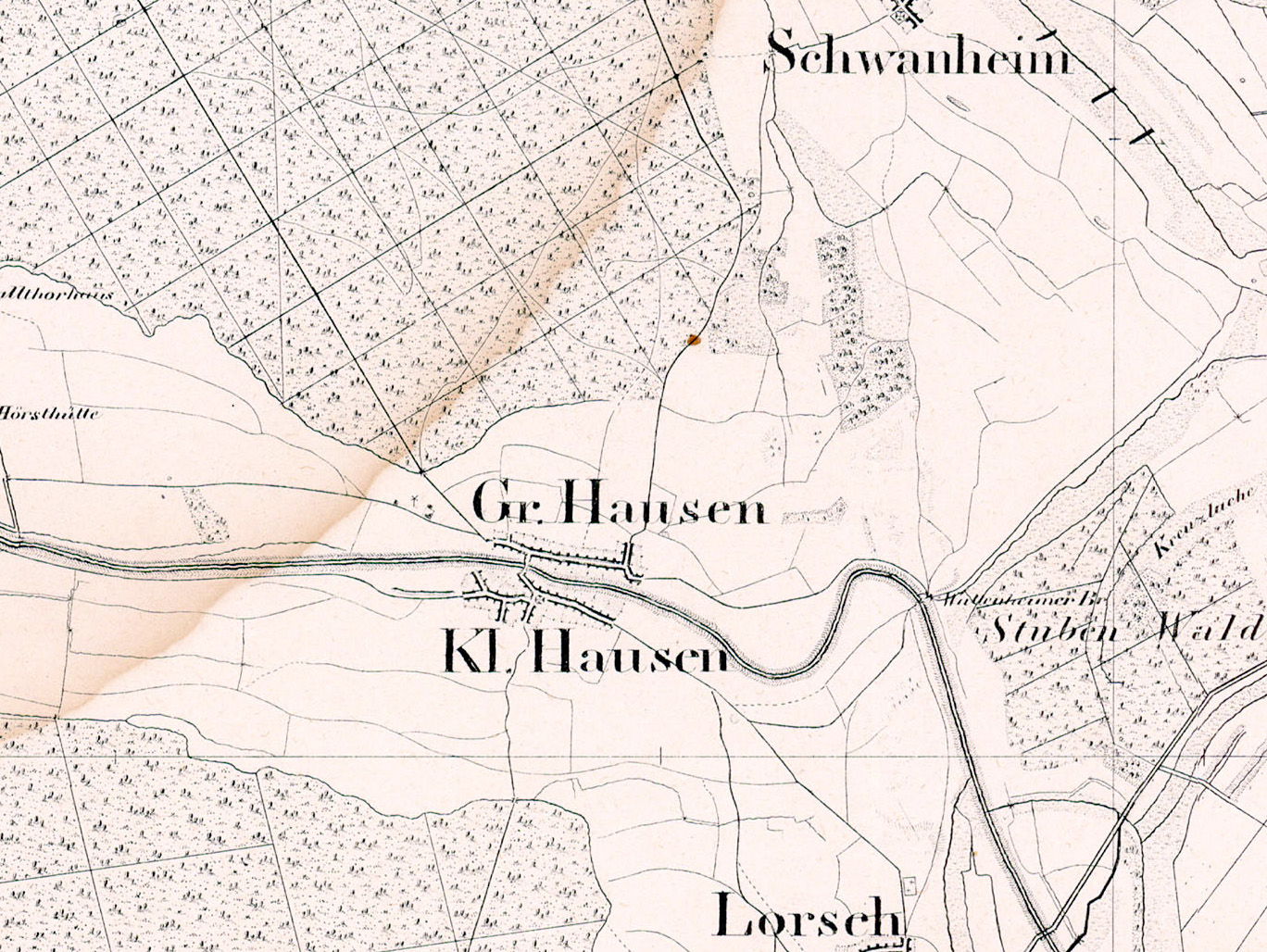
Groß-Hausen und Klein-Hausen auf einer historischen Karte des Großherzogtums Hessen

Funde von Steinkeilen und -beilen lassen eine frühe Besiedlung der Gemarkung bereits in der Jungsteinzeit vermuten. Nachgewiesen sind Reste eines Palisadenwalls, mehrere Schanzen und Gräben sowie ein Hügelgrab („Hexen-“ oder „Römerbuckel“) mit 80 Brand- und Körpergräbern aus der späten Bronze- und Eisenzeit nördlich des heutigen Gemeindegebiets.
Klein-Hausen ist aus einer Schenkung, Besitzname: Husun, an das Kloster Lorsch im Jahre 768 hervorgegangen, die im Lorscher Codex dokumentiert ist. In historischen Dokumenten späterer Jahre ist der Ort unter folgenden Ortsnamen belegt (in Klammern das Jahr der Erwähnung): Husun (780), Husen (1101), Husen (1323, 1400) und Hußen (1423).
Groß-Hausen wurde im Jahr 1139 erstmals urkundlich erwähnt. Nach dem Niedergang des Klosters Lorsch kam Klein-Hausen in den Herrschaftsbereich von Kurmainz, während Groß-Hausen zur Obergrafschaft Katzenelnbogen gehörte, die 1479 an die Landgrafschaft Hessen fiel. Im Zuge der Reformation und Gegenreformation entwickelten sich im 15. und 16. Jahrhundert zwei politisch sowie religiös zerstrittene Orte Groß-Hausen (protestantisch) und Klein-Hausen (katholisch).
Die Statistisch-topographisch-historische Beschreibung des Großherzogthums Hessen schreibt 1829 über
- Großhausen:

„Großhausen (L. Bez. Heppenheim) luth. Filialdorf; liegt 1 1⁄2 St. von Heppenheim, und ist durch eine Brücke, die über die Weschnitz führt, mit Kleinhausen (welches aber von beiden Orten der größere ist) verbunden. Man findet 79 Häuser und 525 Einw., die bis auf 10 Kath. und 2 Reform. lutherisch sind, und eine Windmühle. – Schon unter König Pipin wird die villa Husen in die Gemarkung von Bensheim versetzt, und da Bensheim dem Kloster Lorsch gehörte, so war ohne Zweifel auch bei Großhausen der Fall.“

- Kleinhausen:

„Kleinhausen (L. Bez. Heppenheim) kath. Filialdorf; liegt 1 1⁄2 St. von Heppenheim und 1⁄2 St. von Lorsch und ist vermittelst einer Brücke über die Weschnitz mit Großhausen verbunden. Der Ort besteht aus 126 Häusern, und hat 921 Einw., die bis auf 4 Luth. und 9 Juden katholisch sind; er ist also größer als Großhausen. Man findet eine 1806 neu erbaute Kirche. Wahrscheinlich bildeten Groß- und Kleinhausen früher nur ein Dorf, das 768 unter dem Namen Husun vorkommt. Im Jahr 1802 ist dieses Dorf von Mainz an Hessen gekommen.“

### Seit der Vereinigung zu Einhausen 1937
Mit Wirkung zum 1. April 1937 wurden die beiden Dörfer per Erlass zur Gemeinde Einhausen vereinigt. Diese Zusammenlegung war aufgrund der Vorbehalte zwischen den Einwohnern der zwei Orte durchaus umstritten und unbeliebt. Im Vorfeld der Vereinigung der Gemeinden erfolgte bereits im Jahr vorher die Anordnung zum Zusammenschluss der Schulen von Groß- und Klein-Hausen. Dies führte am ersten Schultag zu massiven Protesten: Einige Eltern weigerten sich, ihre Kinder auf der jeweils anderen Seite der Weschnitz in die Schule gehen zu lassen. Die Polizei musste eingreifen, um den „Aufruhr“ zu beenden und nahm schließlich 16 Personen fest, von denen in der Folge 14 zu Haftstrafen von bis zu sechs Monaten verurteilt wurden.
Nach 1945 gab es Bestrebungen, die von den Nationalsozialisten verfügte Zusammenlegung der beiden Orte wieder rückgängig zu machen, schließlich setzte sich aber die Erkenntnis durch, dass eine größere Gemeinde den Herausforderungen der Zukunft besser gewachsen sein würde. In einer Volksabstimmung im Dezember 1953 wurde daher ein Antrag zur Aufspaltung von Einhausen abgelehnt. Eine bedeutende Auswirkung dieser Entscheidung zeigte sich etwa zwanzig Jahre später, als Einhausen im Zuge der Gebietsreform in Hessen in den 1970er Jahren seine Eigenständigkeit bewahren konnte und unverändert blieb.
In Hessen wurde am 3. Juli 1933 das „Gesetz zur Durchführung von Feldbereinigung zum Zwecke der Arbeitsbeschaffung im Zuge der Riedmelioration“ erlassen. In 13 Gemeinden der Provinz Starkenburg, darunter Klein-Hausen wurde das Feldbereinigungsverfahren auf einer Fläche von 200.000 ha angeordnet. Im Verlauf dieses Meliorations- und Siedlungsprogramms entstanden die beiden Orte Riedrode und Worms-Rosengarten.
Die in Klein-Hausen lebenden Juden gehörten zur Bensheimer Gemeinde; im Jahr 1830 wurden 14 jüdische Einwohner in Klein-Hausen gezählt. Im November 1938 brachte die sogenannte Reichskristallnacht den jüdischen Mitbürgern Not und Elend. Die Bensheimer Synagoge wurde niedergebrannt und die Wohnungen und Geschäfte jüdischer Familien wurden verwüstet. Bereits nach 1933 waren ein Teil der zu diesem Zeitpunkt aus 160 Personen bestehenden jüdischen Gemeinde Bensheims infolge der zunehmenden Repressalien weggezogen oder ausgewandert. Nach dem Beginn des Zweiten Weltkriegs war dies nicht mehr möglich, und 1942 wurden alle noch in Klein-Hausen lebenden Menschen jüdischer Abstammung in Lager deportiert. Die meisten von ihnen starben in den Lagern durch die schlechten Verhältnisse oder wurden ermordet.
In der Endphase des Zweiten Weltkriegs überquerten amerikanische Truppen am 26. März 1945 bei Hamm den Rhein und stießen noch am gleichen Tag bis Einhausen vor. Im Osten von Einhausen war eine deutsche Flakbatterie eingegraben, die durch Flakhelfer und Angehörige des Reichsarbeitsdienstes bedient und von einem Obertruppführer des Arbeitsdienstes befehligt wurde. Von dort wurden die anrückenden Amerikaner auch dann noch unter Feuer genommen, als alle anderen Wehrmachtsangehörigen Einhausen bereits verlassen hatten. Dies führte zu intensivem Artilleriebeschuss und Jagdbombereinsatz seitens der Amerikaner auf die Flakstellung und auf den Ort. Dadurch wurden 40 Gehöfte völlig zerstört und 13 Zivilisten kamen ums Leben. Einhausen hatte in diesem Krieg 131 Gefallene und 53 vermisste Soldaten zu beklagen.
Am 17. Dezember 1957 wurde im Nibelungensaal des Lorscher Rathauses der „Wasserbeschaffungsverband Riedgruppe Ost“ gegründet, dem neben Einhausen auch die damaligen Gemeinden Fehlheim, Lorsch, Rodau und Schwanheim angehörten. Im Dezember 1958 wurde daraufhin mit dem Bau des Wasserwerkes „Kannegießer Tannen“ begonnen und ein Jahr später konnte der Verbandsvorsteher in Einhausen verkünden: „Für 15.000 Riedbewohner läuft jetzt Wasser aus den Hähnen – und wir wollen dankbar sein“. Es folgte im September 1960 das Wasserwerk „Kannegießer Tannen“ an der Gemarkungsgrenze zwischen Lorsch und Einhausen. Das mit einem Kostenaufwand von 4,5 Millionen D-Mark errichtete Wasserwerk, zusammen mit den 74 Kilometern verlegter Rohrleitungen, wurde nach dessen Fertigstellung als „Größtes Gemeinschaftsprojekt des Kreises Bergstraße“ bezeichnet.

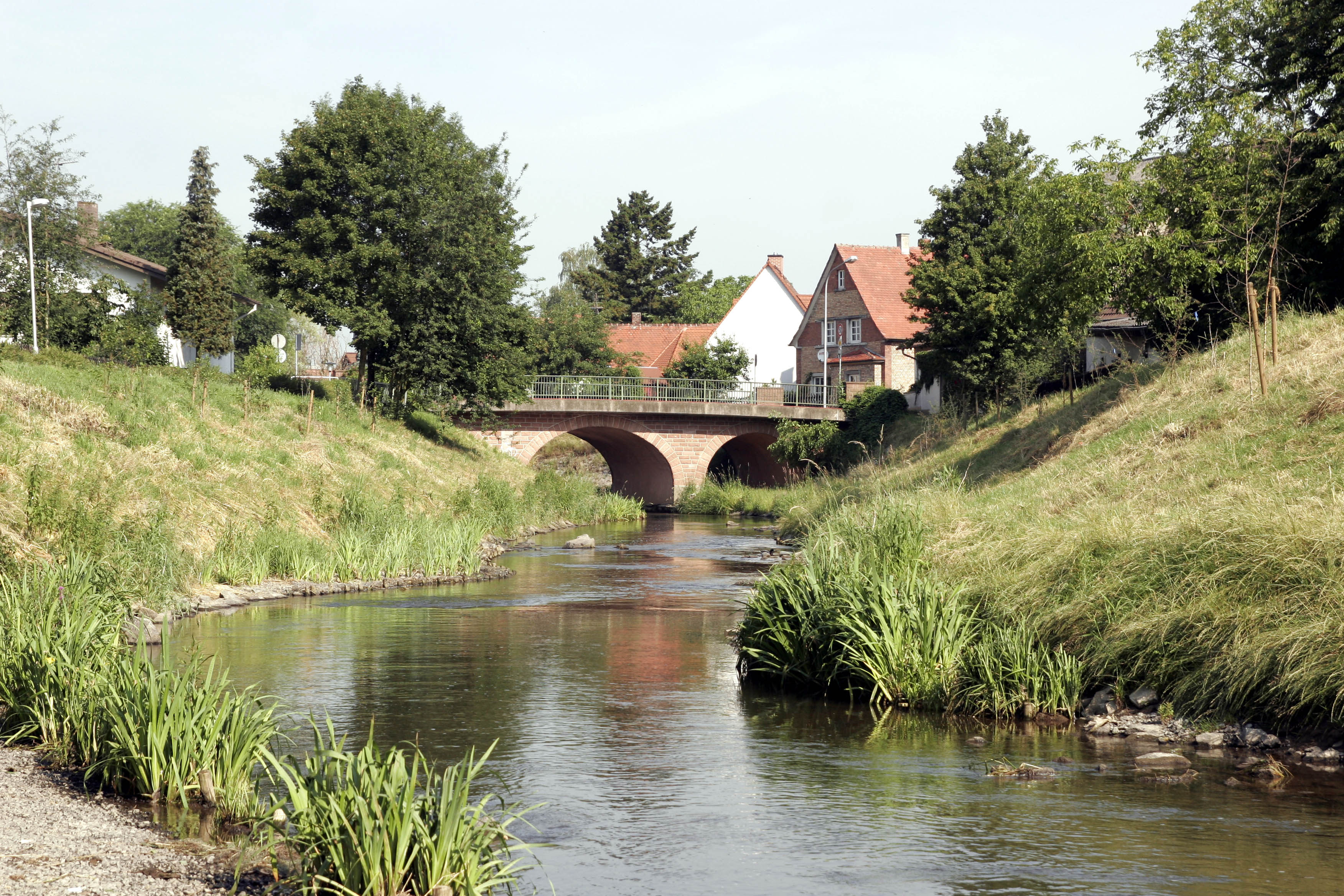
Die 2006/2007 neugestaltete Weschnitz fließt durch Einhausen (in westlicher Richtung).

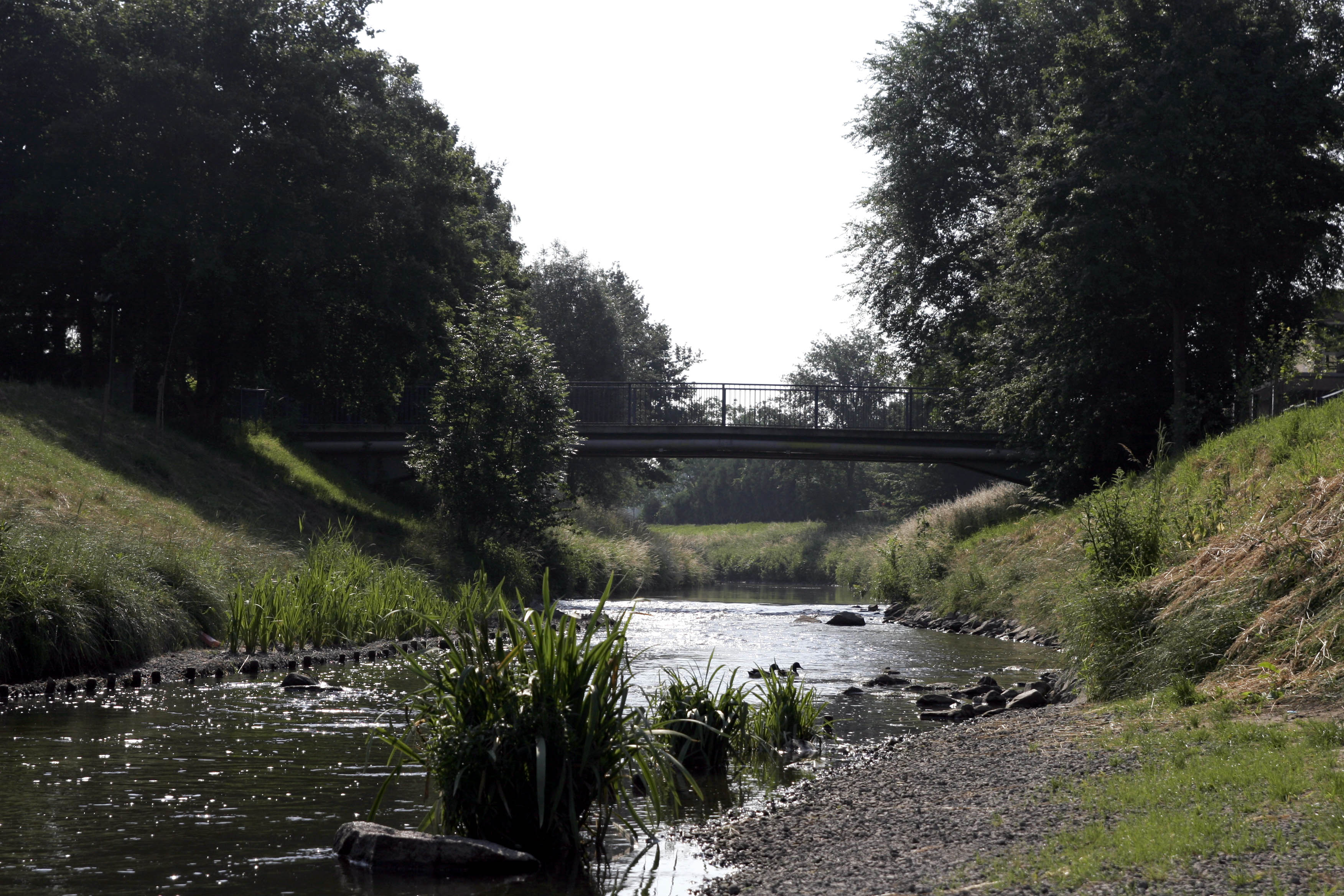
Die Weschnitz in Einhausen (in östlicher Richtung).

### Gerichte in Hessen seit 1803
In der Landgrafschaft Hessen-Darmstadt wurde mit Ausführungsverordnung vom 9. Dezember 1803 das Gerichtswesen neu organisiert. Für das Fürstentum Starkenburg wurde das „Hofgericht Darmstadt“ als Gericht der zweiten Instanz eingerichtet. Die Rechtsprechung der ersten Instanz wurde durch die Ämter bzw. Standesherren vorgenommen. Für Klein-Hausen war damit die Amtsvogtei Lorsch und für Groß-Hausen das Amt Zwingenberg und Jägersburg zuständig. Mit Bildung der Landgerichte im Großherzogtum Hessen war ab 1821 das Landgericht Lorsch das in erster Instanz zuständige Gericht. Nach Umsetzung des Gerichtsverfassungsgesetzes im Großherzogtum mit Wirkung vom 1. Oktober 1879 wurden die bisherigen Landgerichte durch Amtsgerichte an gleicher Stelle ersetzt, während die neu geschaffenen Landgerichte nun als Obergerichte fungierten. In sowohl in Großhausen als auch in Kleinhausen war nun das Amtsgericht Lorsch zuständig, das im Bezirk des Landgerichts Darmstadt lag.
Am 1. Oktober 1934 wurde das Amtsgericht Lorsch aufgelöst und aus dem Bezirk des Amtsgerichts der Ort Hofheim dem Amtsgericht Worms, der Ort Bobstadt und die Stadt Bürstadt dem Amtsgericht Lampertheim und mit Klein- und Groß-Hausen die restlichen Orte dem Amtsgericht Bensheim zugeteilt.

### Verwaltungsgeschichte im Überblick
Die folgende Liste zeigt die Staaten und Verwaltungseinheiten, denen Klein-Hausen, Groß-Hausen und schließlich Einhausen angehört(e):
Klein-Hausen
- vor 1782: Heiliges Römisches Reich, Kurfürstentum Mainz, Amt Starkenburg (1461–1650 an Kurpfalz verpfändet), Zent Heppenheim
- ab 1782: Heiliges Römisches Reich, Kurfürstentum Mainz, Unteres Erzstift, Oberamt Starkenburg, Amtsvogtei Lorsch
- ab 1803: Heiliges Römisches Reich, Landgrafschaft Hessen-Darmstadt,[Anm. 2] Fürstentum Starkenburg, Amtsvogtei Lorsch
- ab 1806: Großherzogtum Hessen,[Anm. 3] Fürstentum Starkenburg, Amt Lorsch[17]
- ab 1815: Großherzogtum Hessen, Provinz Starkenburg, Amt Lorsch
- ab 1821: Großherzogtum Hessen, Provinz Starkenburg, Landratsbezirk Heppenheim[Anm. 4]
- ab 1832: Großherzogtum Hessen, Provinz Starkenburg, Kreis Bensheim
- ab 1848: Großherzogtum Hessen, Regierungsbezirk Heppenheim
- ab 1852: Großherzogtum Hessen, Provinz Starkenburg, Kreis Heppenheim
- ab 1871: Deutsches Reich, Großherzogtum Hessen, Provinz Starkenburg, Kreis Heppenheim
- ab 1874: Deutsches Reich, Großherzogtum Hessen, Provinz Starkenburg, Kreis Bensheim
- ab 1918: Deutsches Reich, Volksstaat Hessen, Provinz Starkenburg, Kreis Bensheim

Groß-Hausen
- vor 1479: Heiliges Römisches Reich, Grafschaft Katzenelnbogen, Obergrafschaft Katzenelnbogen, Amt Zwingenberg
- ab 1479: Heiliges Römisches Reich, Landgrafschaft Hessen (durch Erbfall), Obergrafschaft Katzenelnbogen, Amt Zwingenberg
- ab 1567: Heiliges Römisches Reich, Landgrafschaft Hessen-Darmstadt, Obergrafschaft Katzenelnbogen (1783: Amt Zwingenberg und Jägersburg)
- ab 1803: Heiliges Römisches Reich, Landgrafschaft Hessen-Darmstadt, Fürstentum Starkenburg, Amt Zwingenberg und Jägersburg
- ab 1806: Großherzogtum Hessen,[Anm. 3] Fürstentum Starkenburg, Amt Zwingenberg[18]
- ab 1815: Großherzogtum Hessen, Provinz Starkenburg, Amt Zwingenberg
- ab 1821: Großherzogtum Hessen, Provinz Starkenburg, Landratsbezirk Heppenheim[Anm. 5]
- ab 1832: Großherzogtum Hessen, Provinz Starkenburg, Kreis Bensheim
- ab 1848: Großherzogtum Hessen, Regierungsbezirk Heppenheim
- ab 1852: Großherzogtum Hessen, Provinz Starkenburg, Kreis Bensheim
- ab 1871: Deutsches Reich, Großherzogtum Hessen, Provinz Starkenburg, Kreis Bensheim
- ab 1918: Deutsches Reich, Volksstaat Hessen, Provinz Starkenburg, Kreis Bensheim

Einhausen
- ab 1937: Deutsches Reich, Volksstaat Hessen, Landkreis Bergstraße[19][Anm. 6]
- ab 1945: Deutsches Reich, Amerikanische Besatzungszone,[Anm. 7] Groß-Hessen, Regierungsbezirk Darmstadt, Landkreis Bergstraße
- ab 1946: Deutsches Reich, Amerikanische Besatzungszone, Hessen, Regierungsbezirk Darmstadt, Landkreis Bergstraße
- ab 1949: Bundesrepublik Deutschland, Hessen, Regierungsbezirk Darmstadt, Landkreis Bergstraße

## Bevölkerung

### Einwohnerstruktur 2011
Nach den Erhebungen des Zensus 2011 lebten am Stichtag, dem 9. Mai 2011, in Einhausen 6125 Einwohner. Darunter waren 234 (3,8 %) Ausländer, von denen 125 aus dem EU-Ausland, 58 aus anderen europäischen Ländern und 51 aus anderen Staaten kamen. (Bis zum Jahr 2020 erhöhte sich die Ausländerquote auf 9,3 %.) Nach dem Lebensalter waren 1044 Einwohner unter 18 Jahren, 2643 zwischen 18 und 49, 1295 zwischen 50 und 64 und 1140 Einwohner waren älter. Die Einwohner lebten in 2576 Haushalten. Davon waren 620 Singlehaushalte, 812 Paare ohne Kinder und 885 Paare mit Kindern, sowie 205 Alleinerziehende und 54 Wohngemeinschaften. In 476 Haushalten lebten ausschließlich Senioren und in 1789 Haushaltungen lebten keine Senioren.

### Einwohnerentwicklung
Groß-Hausen
| • 1629: | 46 Hausgesesse           |
| • 1755: | 340 Einwohner            |
| • 1806: | 396 Einwohner, 72 Häuser |
| • 1829: | 525 Einwohner, 79 Häuser |

| Groß-Hausen: Einwohnerzahlen von 1791 bis 1925 | Groß-Hausen: Einwohnerzahlen von 1791 bis 1925 | Groß-Hausen: Einwohnerzahlen von 1791 bis 1925 | Groß-Hausen: Einwohnerzahlen von 1791 bis 1925 | Groß-Hausen: Einwohnerzahlen von 1791 bis 1925 |
| --- | ---------------------------------------------- | ---------------------------------------------- | ---------------------------------------------- | ---------------------------------------------- |
| Jahr |                                                |                                                |                                                | Einwohner                                      |
| 1791 | 1791                                           |                                                | 364                                            | 364                                            |
| 1800 | 1800                                           |                                                | 380                                            | 380                                            |
| 1806 | 1806                                           |                                                | 396                                            | 396                                            |
| 1829 | 1829                                           |                                                | 525                                            | 525                                            |
| 1834 | 1834                                           |                                                | 519                                            | 519                                            |
| 1840 | 1840                                           |                                                | 530                                            | 530                                            |
| 1846 | 1846                                           |                                                | 571                                            | 571                                            |
| 1852 | 1852                                           |                                                | 612                                            | 612                                            |
| 1858 | 1858                                           |                                                | 634                                            | 634                                            |
| 1864 | 1864                                           |                                                | 550                                            | 550                                            |
| 1871 | 1871                                           |                                                | 544                                            | 544                                            |
| 1875 | 1875                                           |                                                | 534                                            | 534                                            |
| 1885 | 1885                                           |                                                | 568                                            | 568                                            |
| 1895 | 1895                                           |                                                | 522                                            | 522                                            |
| 1905 | 1905                                           |                                                | 527                                            | 527                                            |
| 1910 | 1910                                           |                                                | 548                                            | 548                                            |
| 1925 | 1925                                           |                                                | 573                                            | 573                                            |
| Datenquelle: Historisches Gemeindeverzeichnis für Hessen: Die Bevölkerung der Gemeinden 1834 bis 1967. Wiesbaden: Hessisches Statistisches Landesamt, 1968. |                                                |                                                |                                                |                                                |

Klein-Hausen
| • 1623: | 26 Bürger                 |
| • 1715: | 450 Einwohner             |
| • 1806: | 671 Einwohner, 106 Häuser |
| • 1829: | 921 Einwohner, 126 Häuser |

| Klein-Hausen: Einwohnerzahlen von 1806 bis 1925 | Klein-Hausen: Einwohnerzahlen von 1806 bis 1925 | Klein-Hausen: Einwohnerzahlen von 1806 bis 1925 | Klein-Hausen: Einwohnerzahlen von 1806 bis 1925 | Klein-Hausen: Einwohnerzahlen von 1806 bis 1925 |
| --- | ----------------------------------------------- | ----------------------------------------------- | ----------------------------------------------- | ----------------------------------------------- |
| Jahr |                                                 |                                                 |                                                 | Einwohner                                       |
| 1806 | 1806                                            |                                                 | 671                                             | 671                                             |
| 1829 | 1829                                            |                                                 | 921                                             | 921                                             |
| 1834 | 1834                                            |                                                 | 1.010                                           | 1.010                                           |
| 1840 | 1840                                            |                                                 | 1.087                                           | 1.087                                           |
| 1846 | 1846                                            |                                                 | 1.077                                           | 1.077                                           |
| 1852 | 1852                                            |                                                 | 1.134                                           | 1.134                                           |
| 1858 | 1858                                            |                                                 | 1.072                                           | 1.072                                           |
| 1864 | 1864                                            |                                                 | 1.067                                           | 1.067                                           |
| 1871 | 1871                                            |                                                 | 1.142                                           | 1.142                                           |
| 1875 | 1875                                            |                                                 | 1.233                                           | 1.233                                           |
| 1885 | 1885                                            |                                                 | 1.244                                           | 1.244                                           |
| 1895 | 1895                                            |                                                 | 1.158                                           | 1.158                                           |
| 1905 | 1905                                            |                                                 | 1.332                                           | 1.332                                           |
| 1910 | 1910                                            |                                                 | 1.452                                           | 1.452                                           |
| 1925 | 1925                                            |                                                 | 1.589                                           | 1.589                                           |
| Datenquelle: Historisches Gemeindeverzeichnis für Hessen: Die Bevölkerung der Gemeinden 1834 bis 1967. Wiesbaden: Hessisches Statistisches Landesamt, 1968. |                                                 |                                                 |                                                 |                                                 |

 Einhausen
| Einhausen: Einwohnerzahlen von 1939 bis 2020 | Einhausen: Einwohnerzahlen von 1939 bis 2020 | Einhausen: Einwohnerzahlen von 1939 bis 2020 | Einhausen: Einwohnerzahlen von 1939 bis 2020 | Einhausen: Einwohnerzahlen von 1939 bis 2020 |
| --- | -------------------------------------------- | -------------------------------------------- | -------------------------------------------- | -------------------------------------------- |
| Jahr |                                              |                                              |                                              | Einwohner                                    |
| 1939 | 1939                                         |                                              | 2.588                                        | 2.588                                        |
| 1946 | 1946                                         |                                              | 2.778                                        | 2.778                                        |
| 1950 | 1950                                         |                                              | 2.979                                        | 2.979                                        |
| 1956 | 1956                                         |                                              | 3.077                                        | 3.077                                        |
| 1961 | 1961                                         |                                              | 3.263                                        | 3.263                                        |
| 1967 | 1967                                         |                                              | 3.836                                        | 3.836                                        |
| 1970 | 1970                                         |                                              | 4.138                                        | 4.138                                        |
| 1972 | 1972                                         |                                              | 4.376                                        | 4.376                                        |
| 1975 | 1975                                         |                                              | 4.577                                        | 4.577                                        |
| 1980 | 1980                                         |                                              | 4.768                                        | 4.768                                        |
| 1985 | 1985                                         |                                              | 4.947                                        | 4.947                                        |
| 1990 | 1990                                         |                                              | 5.277                                        | 5.277                                        |
| 1995 | 1995                                         |                                              | 5.652                                        | 5.652                                        |
| 2000 | 2000                                         |                                              | 5.880                                        | 5.880                                        |
| 2005 | 2005                                         |                                              | 6.043                                        | 6.043                                        |
| 2010 | 2010                                         |                                              | 6.115                                        | 6.115                                        |
| 2011 | 2011                                         |                                              | 6.125                                        | 6.125                                        |
| 2015 | 2015                                         |                                              | 6.281                                        | 6.281                                        |
| 2020 | 2020                                         |                                              | 6.458                                        | 6.458                                        |
| Datenquelle: Historisches Gemeindeverzeichnis für Hessen: Die Bevölkerung der Gemeinden 1834 bis 1967. Wiesbaden: Hessisches Statistisches Landesamt, 1968. Weitere Quellen: ; 1972:; Hessisches Statistisches Informationssystem; Zensus 2011 |                                              |                                              |                                              |                                              |

Die Tabellen zeigen die Entwicklung der Einwohnerzahlen ab 1715. Vermutlich bereits im 17. Jahrhundert hatte das anfänglich kleinere Klein-Hausen den Nachbarn Groß-Hausen an Einwohnern übertroffen. Die deutliche Zunahme der Bevölkerung (Verdoppelung) seit 1950 zeigt die Attraktivität Einhausens als Wohngemeinde und wurde durch die entsprechende Ausweisung von Neubaugebieten ermöglicht.

### Erwerbstätigkeit
Die Gemeinde im Vergleich mit Landkreis, Regierungsbezirk Darmstadt und Hessen:
|                                                   | Jahr | Gemeinde | Landkreis | Regierungsbezirk | Hessen    |
| ------------------------------------------------- | ---- | -------- | --------- | ---------------- | --------- |
| Sozialversicherungspflichtig Beschäftigte         | 2018 | 960      | 75.286    | 1.740.388        | 2.584.005 |
| Veränderung zu                                    | 2000 | +21,8 %  | +20,9 %   | +19,2 %          | +18,8 %   |
| davon Vollzeit                                    | 2018 | 66,0 %   | 70,6 %    | 72,6 %           | 71,5 %    |
| davon Teilzeit                                    | 2018 | 34,0 %   | 29,4 %    | 27,4 %           | 28,5 %    |
| Ausschließlich geringfügig entlohnte Beschäftigte | 2018 | 190      | 15.568    | 222.301          | 369.892   |
| Veränderung zu                                    | 2000 | +3,8 %   | −4,6 %    | +8,1 %           | +7,9 %    |

| Branche                         | Jahr | Gemeinde | Landkreis | Regierungsbezirk | Hessen |
| ------------------------------- | ---- | -------- | --------- | ---------------- | ------ |
| Produzierendes Gewerbe          | 2000 | 61,0 %   | 39,6 %    | 27,0 %           | 30,6 % |
|                                 | 2018 | 44,3 %   | 32,1 %    | 20,4 %           | 24,3 % |
| Handel, Gastgewerbe und Verkehr | 2000 | 13,1 %   | 25,1 %    | 26,4 %           | 25,1 % |
|                                 | 2018 | 13,8 %   | 25,8 %    | 24,7 %           | 23,8 % |
| Unternehmensdienstleistungen    | 2000 | 08,4 %   | 11,6 %    | 25,1 %           | 20,2 % |
|                                 | 2018 | 17,6 %   | 15,3 %    | 31,7 %           | 26,2 % |
| Sonstige Dienstleistungen       | 2000 | 16,6 %   | 22,0 %    | 20,1 %           | 22,5 % |
|                                 | 2018 | 22,9 %   | 25,1 %    | 22,8 %           | 25,2 % |
| Sonstiges (bzw. ohne Zuordnung) | 2000 | 00,9 %   | 01,7 %    | 01,4 %           | 01,5 % |
|                                 | 2018 | 00,7 %   | 01,1 %    | 00,3 %           | 00,4 % |

## Religion

### Evangelische Kirche
Nach der Reformation gehörte das von nun an evangelische Groß-Hausen zur Pfarrei Schwanheim, so dass die Gemeinde die Gottesdienste im gut 5 km entfernten heutigen Ortsteil Bensheims besuchen musste. Erst 1875 konnte am Groß-Häuser Gemeindehaus ein Betsaal angebaut werden, der zum großen Teil aus der Schwanheimer Kirchenkasse finanziert wurde. Der Betsaal war nach dem Zweiten Weltkrieg zerstört und wurde bis 1949 wieder hergerichtet.
1950 wurde von der Gemeinde ein leerstehendes Fabrikgebäude übertragen, aus dem die heutige Kirche hervorgeht, die 1958 mit dem Anbau des Turmes vollendet wurde. Erst 1955 löste sich die Gemeinde vollständig vom Kirchspiel Schwanheim.
Ein durch einen Schmorbrand ausgelöstes Feuer zerstörte im März 2015 einen Großteil der Inneneinrichtung. Eine Wiederaufnahme der Gottesdienste erfolgte im September 2016, und im März 2017 wurde die renovierte Kirche wieder eingeweiht.

### Katholische Kirche St. Michael
Für den Vorgängerbau des heutigen Gebäudes wurde 1797 die Königshalle in Lorsch auf Abbruch für 250 Gulden ersteigert. Kriegswirren verzögerten die bereits von der Kurmainzer Kammer erlaubte Niederlegung. Der neue Landesherr Großherzog Ludwig I. von Hessen-Darmstadt untersagte den Abriss, und die Gemeinde bekam den doppelten Kaufpreis und Bauholz für eine eigene Kapelle zurück. Diese entstand an der Stelle des Marktplatzes, an der heute das Sandsteinkreuz steht, und wurde im Oktober 1805 fertiggestellt. Sie maß etwa 12 auf 9 m, war 10 m hoch und hatte einen 7,5 m hohen Turm aus Eichenholz mit einer Kuppel mit welscher Haube.
In den folgenden 36 Jahren hatte sich die Bevölkerung nahezu verdoppelt, so dass die Kapelle zu klein wurde. Aber erst 1871 wurde mit dem Bau des ersten Teils der heutigen Kirche begonnen und war im November 1872 abgeschlossen. Das Kruzifix stammt noch aus der alten Kapelle. Zwischen 1952 und 1957 bekam die Kirche ihre heutige Dimension: der zweigeschossige Kinderchor wurde abzweigend vom Hauptschiff angebaut, die Kirche wurde zur Straße mit drei Jochen verlängert, und in das Obergeschoss wurden Fenster gebrochen, so dass der Charakter einer dreischiffigen Basilika im romanischen Stil entstand.

### Historische Religionsangehörigkeit
| • 1829: | 4 lutheranische (= 0,43 %), 9 jüdische (= 0,98 %) und 908 katholische (= 98,59 %) Einwohner in Kleinhausen    |
| • 1829: | 513 lutheranische (= 97,71 %), 2 reformierte (= 0,38 %) und 10 katholische (= 0,19 %) Einwohner in Großhausen |
| • 1987: | 1644 evangelische (= 32,7 %), 3065 katholische (= 60,8 %), 328 sonstige (= 6,5 %) Einwohner                   |
| • 1961: | 950 evangelische (= 29,11 %), 2293 katholische (= 70,27 %) Einwohner                                          |
| • 2011: | 1759 evangelische (= 28,7 %), 2809 katholische (= 45,9 %), 1557 sonstige (= 25,4 %) Einwohner                 |

## Politik

### Gemeindevertretung
Die Kommunalwahl am 14. März 2021 lieferte folgendes Ergebnis, in Vergleich gesetzt zu früheren Kommunalwahlen:
| Sitzverteilung in der Gemeindevertretung 2021Insgesamt 31 Sitze - SPD: 7 - Grüne: 7 - CDU: 17 | Parteien und Wählergemeinschaften           | % 2021 | Sitze 2021 | % 2016 | Sitze 2016 | % 2011 | Sitze 2011 | % 2006 | Sitze 2006 | % 2001 | Sitze 2001 |
| Sitzverteilung in der Gemeindevertretung 2021Insgesamt 31 Sitze - SPD: 7 - Grüne: 7 - CDU: 17 | Christlich Demokratische Union Deutschlands | 54,7   | 17         | 51,2   | 16         | 41,8   | 13         | 49,0   | 15         | 47,5   | 15         |
| Sitzverteilung in der Gemeindevertretung 2021Insgesamt 31 Sitze - SPD: 7 - Grüne: 7 - CDU: 17 | Bündnis 90/Die Grünen                       | 22,6   | 7          | 18,0   | 6          | 24,8   | 8          | 12,1   | 4          | 11,6   | 3          |
| Sitzverteilung in der Gemeindevertretung 2021Insgesamt 31 Sitze - SPD: 7 - Grüne: 7 - CDU: 17 | Sozialdemokratische Partei Deutschlands     | 22,7   | 7          | 30,8   | 9          | 23,1   | 7          | 26,0   | 8          | 28,4   | 9          |
| Sitzverteilung in der Gemeindevertretung 2021Insgesamt 31 Sitze - SPD: 7 - Grüne: 7 - CDU: 17 | Freie Wählergemeinschaft Einhausen          | –      | –          | –      | –          | 10,4   | 3          | 12,9   | 4          | 12,4   | 4          |
| Sitzverteilung in der Gemeindevertretung 2021Insgesamt 31 Sitze - SPD: 7 - Grüne: 7 - CDU: 17 | gesamt                                      | 100,0  | 31         | 100,0  | 31         | 100,0  | 31         | 100,0  | 31         | 100,0  | 31         |
| Sitzverteilung in der Gemeindevertretung 2021Insgesamt 31 Sitze - SPD: 7 - Grüne: 7 - CDU: 17 | Wahlbeteiligung in %                        | 58,2   | 58,2       | 53,7   | 53,7       | 54,1   | 54,1       | 51,6   | 51,6       | 57,8   | 57,8       |

### Bürgermeister
Nach der hessischen Kommunalverfassung wird der Bürgermeister für eine sechsjährige Amtszeit gewählt, seit dem Jahr 1993 in einer Direktwahl, und ist Vorsitzender des Gemeindevorstands, dem in der Gemeinde Einhausen neben dem Bürgermeister ehrenamtlich ein Erster Beigeordneter und vier weitere Beigeordnete angehören. Bürgermeister ist seit dem 1. August 2014 der parteiunabhängige Helmut Glanzner. Er wurde als Nachfolger von Philipp Bohrer, der neun Monate vor dem Ende seiner dritten Amtszeit ausscheiden wollte, am 25. Mai 2014 im ersten Wahlgang bei 68,8 Prozent Wahlbeteiligung mit 52,0 Prozent der Stimmen gewählt. Es folgte eine Wiederwahl ohne Gegenkandidaten im Februar 2020.
Amtszeiten der Bürgermeister
- 2014–2026 Helmut Glanzner[39]
- 1997–2014 Philipp Bohrer[40]
- 1979–1997 Hermann Dieter
- 1973–1979 Theodor Kögler
- 1954–1973 Franz Hartnagel
- 1945–1954 Konrad Hübner
- 1937–1945 Ludwig Selzer

### Wappen und Flagge
Wappen

Blasonierung: In Rot auf goldener Brücke ein schwarzbedachtes goldenes Haus mit schwarzer Tür und zwei schwarzen Fenstern.
Das Wappen wurde der Gemeinde am 28. Januar 1966 durch den Hessischen Innenminister genehmigt. Gestaltet wurde es durch den Bad Nauheimer Heraldiker Heinz Ritt.
Die Brücke ist ein Symbol für den Zusammenschluss der beiden Ortsteile Groß- und Klein-Hausen diesseits und jenseits der Weschnitz, die sich viele Jahrhunderte getrennt entwickelt hatten. Das darauf stehende Haus steht redend für den Ortsnamen.
 Flagge 
Die Flagge wurde der Gemeinde am 27. November 1972 genehmigt und wird wie folgt beschrieben:
Flaggenbeschreibung: Auf der breiten weißen Mittelbahn des rot-weiß-roten Flaggentuches das Wappen der Gemeinde Einhausen.

### Gemeindepartnerschaften
Die Gemeinde Einhausen pflegt folgende Gemeindepartnerschaften:
- Attichy, Département Oise
- Shoreview, Minnesota

## Kultur und Sehenswürdigkeiten

### Kirchweih
Die Einhäuser Kirchweih, auch Kerwe genannt, findet jedes Jahr am ersten Oktoberwochenende statt. Veranstaltet wird sie vom Verein zur Erhaltung der Tradition Einhausen e. V. in Zusammenarbeit mit den drei Kerwegruppen ADI, CHIEF und Ladännsche. Über die Grenzen Einhausens bekannt ist der Kerweumzug, der jedes Jahr, am ersten Sonntag im Oktober, stattfindet.
Der 2007 gebaute Motivwagen mit dem Thema Nordkorea wurde in der Novemberausgabe des Karnevalsmagazins „Tusch!!!“ (eine bundesweite Fachzeitschrift rund um Karneval) als bester politischer Motivwagen Deutschlands 2007 bezeichnet.

### Fastnacht
Am Fastnachtswochenende finden drei Narrengiggelsitzungen und eine Kindersitzung statt. Veranstaltet werden die Sitzungen vom Verein zur Erhaltung der Tradition Einhausen e. V.

## Wirtschaft und Infrastruktur

### Flächennutzung
Das Gemeindegebiet umfasst eine Gesamtfläche von 2667 Hektar, davon entfallen in ha auf:
| Nutzungsart             | Nutzungsart             | 2011 | 2015 |
| ----------------------- | ----------------------- | ---- | ---- |
| Gebäude- und Freifläche | Gebäude- und Freifläche | 142  | 137  |
| davon                   | Wohnen                  | 101  | 103  |
|                         | Gewerbe                 | 9    | 11   |
| Betriebsfläche          | Betriebsfläche          | 2    | 9    |
| davon                   | Abbauland               | 0    | 0    |
| Erholungsfläche         | Erholungsfläche         | 6    | 6    |
| davon                   | Grünanlage              | 2    | 2    |
| Verkehrsfläche          | Verkehrsfläche          | 118  | 119  |
| Landwirtschaftsfläche   | Landwirtschaftsfläche   | 787  | 783  |
| davon                   | Moor                    | 0    | 0    |
|                         | Heide                   | 0    | 0    |
| Waldfläche              | Waldfläche              | 1578 | 1578 |
| Wasserfläche            | Wasserfläche            | 29   | 29   |
| Sonstige Nutzung        | Sonstige Nutzung        | 6    | 6    |

### Verkehr
Am östlichen Ortsrand verläuft die Bundesautobahn 67. Die Anschlussstelle Lorsch ist von der Ortsmitte etwa 3 km entfernt. Die Landesstraße 3111 durchzieht den Ort in Südost-Nordwest-Richtung. Im Süden durchlaufen 2,5 km von der Ortsmitte die Bundesstraße 47 und parallel dazu die Nibelungenbahn Bensheim–Worms das Gemeindegebiet. Der nächste Bahnhof liegt in 3 km Entfernung in Lorsch.
Die Trasse der geplanten Neubaustrecke Frankfurt–Mannheim wird zwischen Einhausen und Lorsch verlaufen. Die im März 2024 vorgelegte detaillierte Planung sieht einen Tunnel unter der Weschnitz vor, womit die Forderung des Landkreises und einer lokalen Bürgerinitiative erfüllt wurde.
Einhausen ist mit Bensheim durch zwei Buslinien angebunden. Jede Linie fährt im Stundentakt, so dass es einen Halbstundentakt gibt. An Samstagen, Sonn- und Feiertagen fahren beide Buslinien im 2-Stunden-Takt so versetzt, dass es einen Stundentakt gibt. Die letzte Fahrt nach Einhausen ist um 22 Uhr. Im Spätverkehr bis nach Mitternacht gibt es noch ein Anrufsammeltaxi, das man mindestens eine halbe Stunde vorher bestellen muss.

### Öffentliche Einrichtungen
Einhausen verfügt über ein kleines Hallenbad mit einem Lehrschwimmbecken. Es wurde nach einer Renovierung im Februar 2011 wieder eröffnet. Auch Gäste, Schulklassen und Vereine von außerhalb nutzen es regelmäßig.

### Bildung
Insgesamt vier Kindergärten stehen in der Gemeinde zur Verfügung, davon befindet sich einer in der Trägerschaft der evangelischen Kirchengemeinde.
In der Ortsmitte befindet sich die Schule an der Weschnitz, eine Grundschule mit 240 Schülern.

## Persönlichkeiten

### Ehrenbürger
Franz Hartnagel (1919–2010) wurde 1989 Ehrenbürger von Einhausen. Er war von 1954 bis 1973 Bürgermeister der Gemeinde.

### Söhne und Töchter der Gemeinde
Johannes Dieter (1903–1955) war von 1953 bis 1955 Bischof auf Samoa.